# Othon Ier (roi de Bavière)
Pour les articles homonymes, voir Othon Ier.
 (février 2020).
Si vous disposez d'ouvrages ou d'articles de référence ou si vous connaissez des sites web de qualité traitant du thème abordé ici, merci de compléter l'article en donnant les références utiles à sa vérifiabilité et en les liant à la section « Notes et références ».
Othon Guillaume Léopold Adalbert Valdemar de Wittelsbach, (en allemand : Otto Wilhelm Luitpold Adalbert Waldemar von Wittelsbach, né le 27 avril 1848 à Munich et mort le 11 octobre 1916 dans la même ville) est le second fils du roi Maximilien II de Bavière et de son épouse Marie de Hohenzollern.
Jugé fou dès 1872 et incapable de régner, il fut de 1886 à 1913 le cinquième et avant-dernier roi de Bavière, mais sous la régence de son oncle, puis de son cousin germain, le futur Louis III de Bavière qui deviendra roi à la suite de l'abdication d'Othon Ier en 1913.

## Un prince de Bavière
Né prématurément un mois après la révolution qui poussa son grand-père, le roi Louis Ier de Bavière, à l'abdication, il est baptisé Othon en hommage à son oncle, le roi Othon Ier de Grèce. Il est le frère cadet du roi Louis II de Bavière qui, enfant, lors d'un chahutage l'appelle son « vassal ». À l’avènement de celui-ci en 1864, il devient l'héritier du trône, son frère ayant décidé de rester célibataire après avoir rompu ses fiançailles avec leur cousine, la duchesse Sophie-Charlotte en Bavière en 1867.

## Carrière militaire

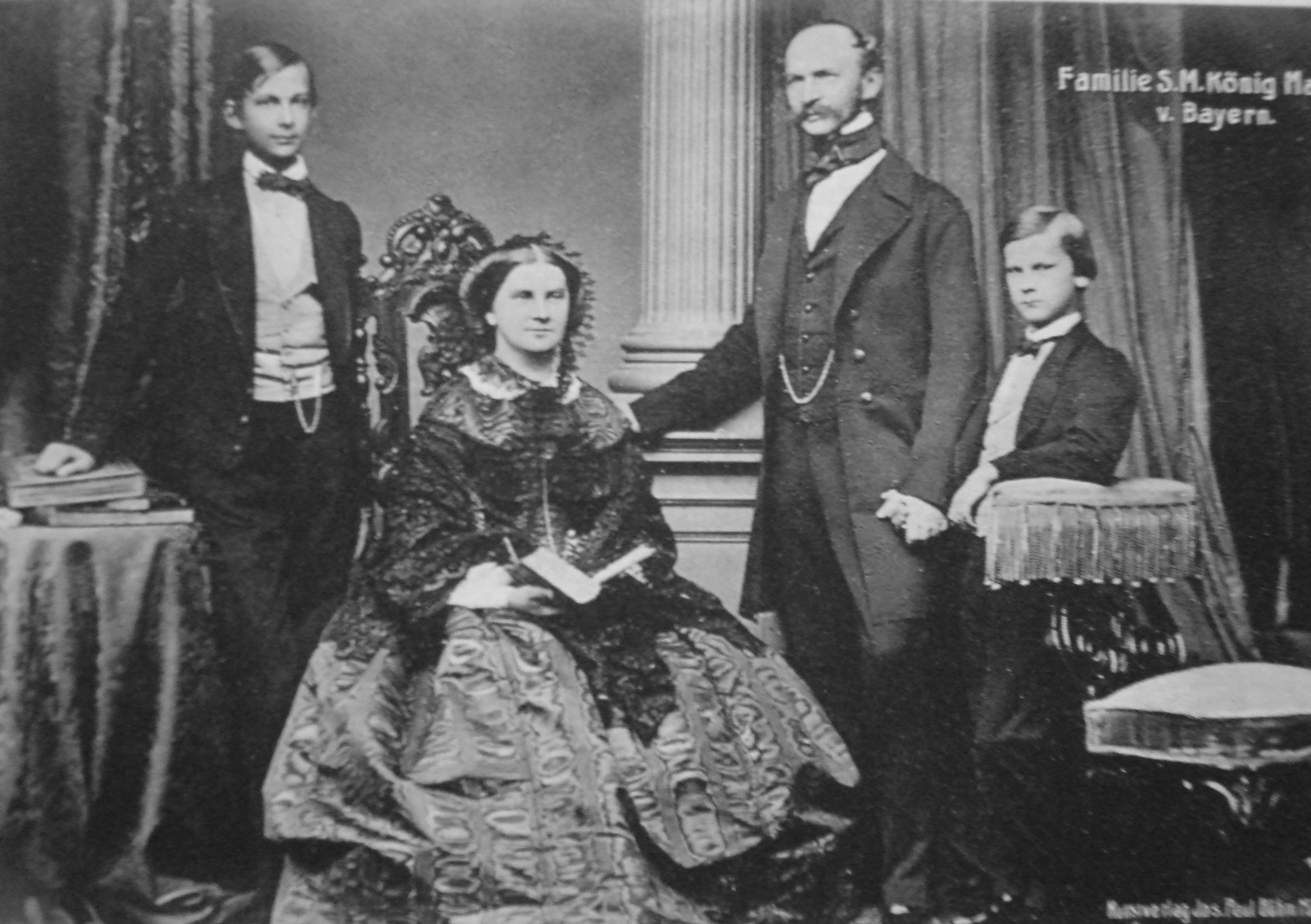
La famille royale de Bavière en 1860

À partir de 1863, à 15 ans, il entre au service de l'armée bavaroise avec le grade de sous-lieutenant. Il entre en 1864 dans le corps bavarois des cadets et est promu la même année au grade de lieutenant. À sa majorité, il est nommé capitaine et entre en service actif au sein du régiment d'infanterie du Corps royal bavarois (de). 
Il prend part à la guerre austro-prussienne de 1866 puis à la guerre franco-allemande en 1870 au cours de laquelle il dirige le 5e régiment de chevau-légers royal bavarois (de).

## Empire allemand

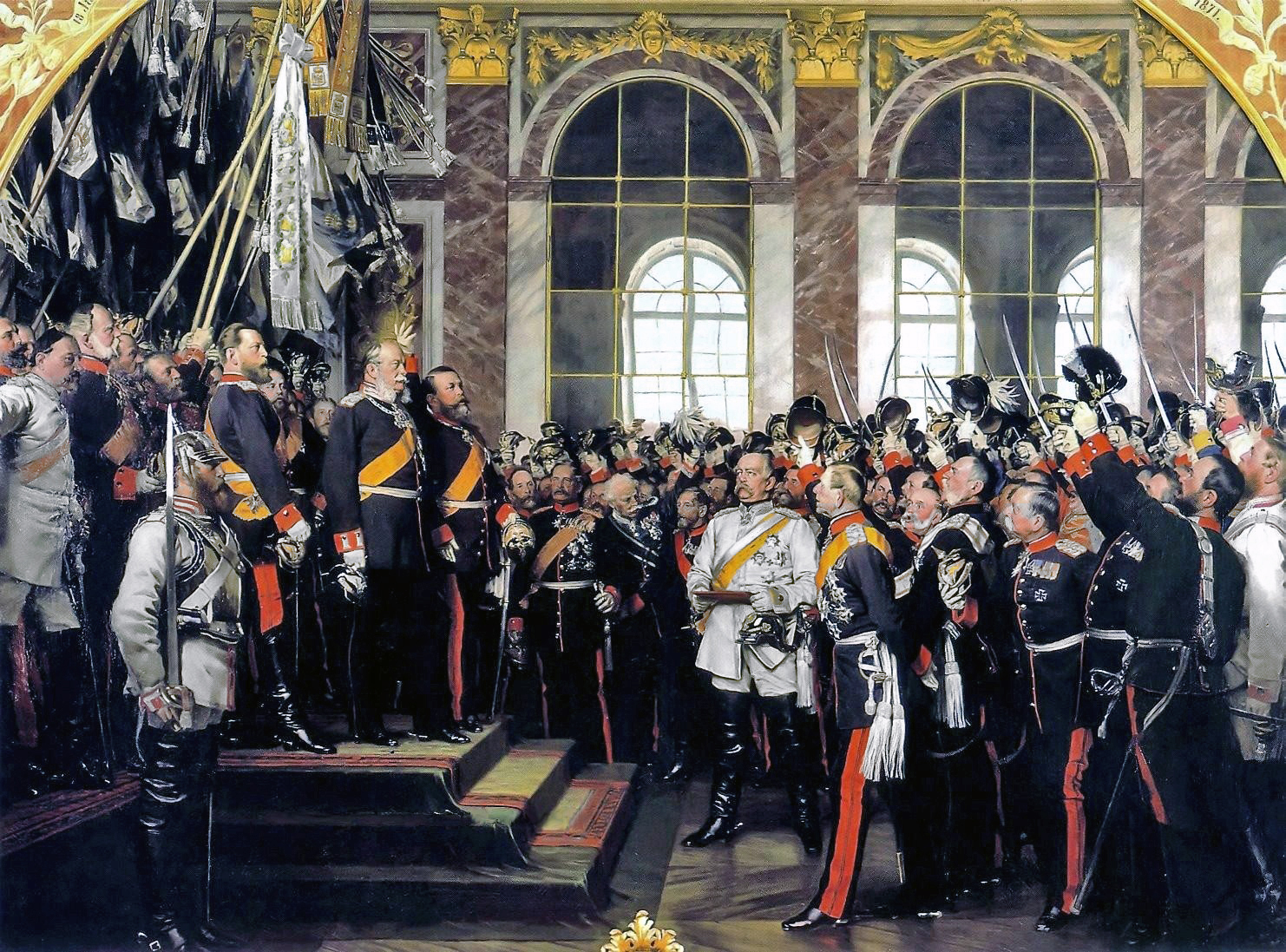
Proclamation du roi de Prusse Guillaume I^{er} comme empereur allemand à Versailles (1871)

Le roi Louis II, opposé à l'hégémonie de la Prusse, à laquelle la Bavière doit néanmoins se soumettre, refuse de se rendre à la cérémonie de proclamation de l'Empire allemand au château de Versailles le 18 janvier 1871. Il y délègue son frère et héritier. 
Le prince de 21 ans lui décrit la cérémonie en ces termes : « Hélas Louis, je ne puis te dire avec quelle douleur infinie j'assistais à cette cérémonie. Combien chaque fibre de mon être se révoltait contre tout ce que je vis et entendis. Tout était si fier, si froid, si pompeux, si grandiloquent sans cœur et vide. »

## Roi fou

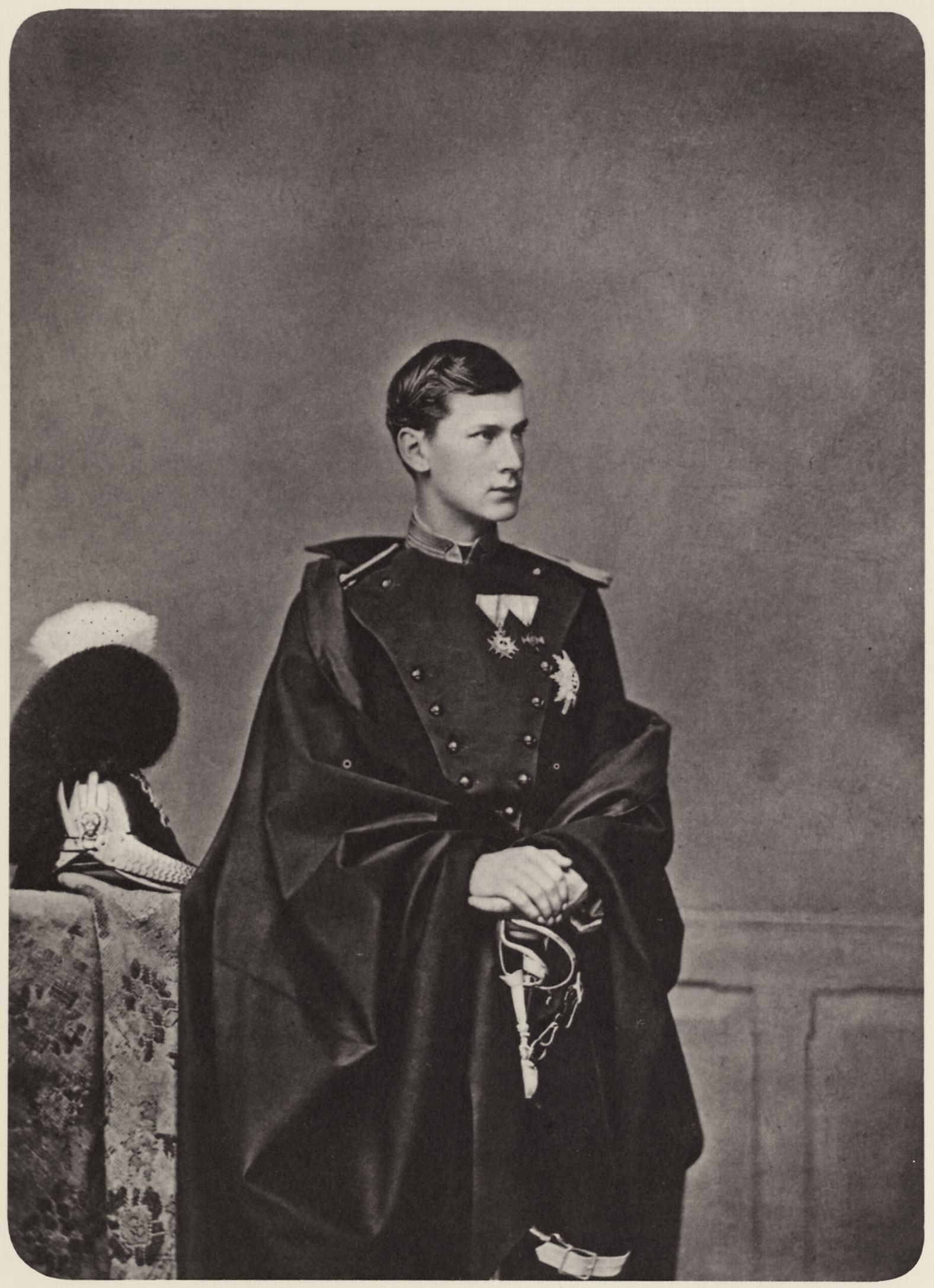
Othon de Bavière en 1875

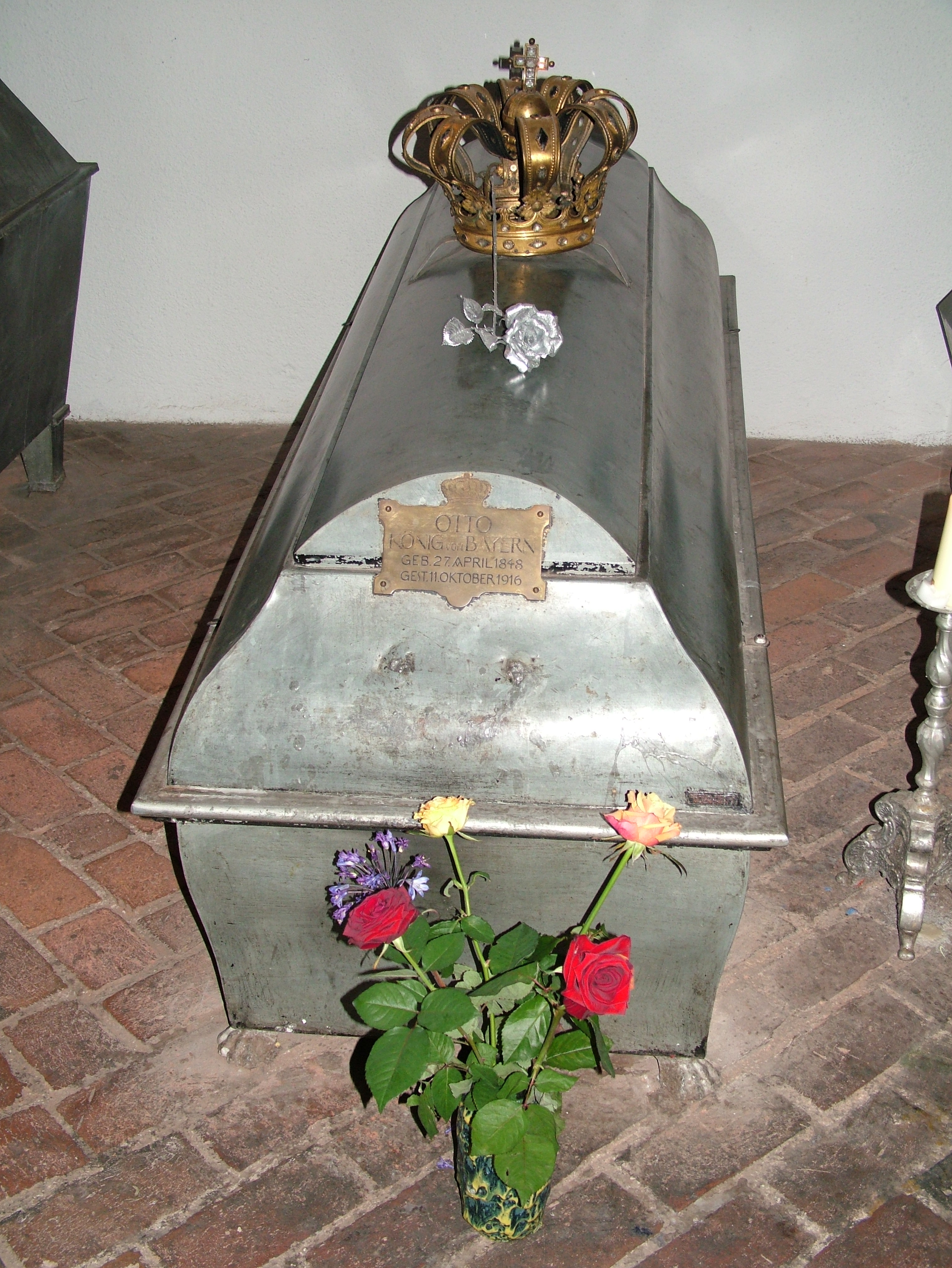
Tombeau d'Othon Ier de Bavière.

Ayant commencé à montrer des signes de démence, il est déclaré fou en 1872. Enfermé au château de Nymphenburg en 1873, puis au château de Fürstenried, en 1875, il demeure interné le reste de ses jours. Il reste cependant l'héritier du trône, et devient roi sous le nom d'Othon Ier après la déposition de son frère Louis II le 8 juin 1886, ce dernier ayant été retrouvé mort une semaine plus tard dans le lac de Starnberg en compagnie de son psychiatre. 
À cause de sa folie, le règne d'Othon Ier est placé sous la régence de son oncle Luitpold de Wittelsbach. Au décès de ce dernier, le 12 décembre 1912, le fils aîné de Léopold, Louis, est chargé de la régence. C'est l'origine du processus qui conduit Othon Ier  à abdiquer le 5 novembre 1913. Le régent Louis devient alors roi sous le nom de Louis III.
Quand Othon meurt le 16 octobre 1916, il est inhumé dans l'église Saint-Michel à Munich aux côtés de son frère Louis II de Bavière. Son cœur est prélevé pour être inhumé dans un monument situé dans la chapelle de la Grâce à Altötting. Deux ans plus tard, la défaite et la révolution provoquent la chute des monarchies Allemandes. Le premier, le roi Louis III, craignant pour sa vie, abdique et s'enfuit.